# Triumph Tiger 800 XC
Triumph Tiger 800 XC – motocykl typu turystyczne enduro produkowany przez firmę Triumph od 2011 roku.

## Dane techniczne/Osiągi
Silnik: R3
Pojemność silnika: 799 cm³
Moc maksymalna: 95 KM/9300 obr./min
Maksymalny moment obrotowy: 79 Nm/7850 obr./min
Prędkość maksymalna: 196 km/h
Przyspieszenie 0-100 km/h: brak danych